# Paul Corkum
Paul Bruce Corkum (né le 30 octobre 1943 à Saint-Jean (Nouveau-Brunswick)) est un physicien canadien spécialisé dans la physique attoseconde et les lasers.

## Distinctions
- 2018 : médaille d'or de la SPIE[1]